# 堤智恵子
堤 智恵子（つつみ ちえこ、10月24日生）は、日本の女性ジャズ・サックス奏者。埼玉県大宮市（現：さいたま市）出身。
幼少の頃からピアノ・エレクトーンを、中学生時代から吹奏楽を始め、埼玉県立伊奈学園総合高等学校では吹奏楽部でアルトサックスを担当する。東京音楽大学（サックス科）在学中に、土岐英史に師事し奏法、理論などを学ぶ。多くのベテランプレーヤーとのセッションで一定の評価を得た後、 1994年、今田勝（ピアノ）率いる“今田勝&NOWIN”に抜擢され、プロ活動を開始する。
1999年、1枚目のアルバム『ソアリング・フェザー』に続き、オリジナルアルバム『タイニーポケット』、『イーリャブランカ』3作品を発表。2006年には初のカバーアルバム『みずいろの雨』をリリース。2008年、株式会社サンフォニックスへの所属と同時に5枚目のアルバム『MORANGO E MORANGA』（苺とかぼちゃ）、2009年12月2日には初のジャズスタンダードアルバム『Someone to watch over me』が発売される。2012年歌謡曲をジャズアレンジした『KAYO　JAZZ』を発売した。また、DVDも発売されており、ピアノを弾く姿も収録されている。
『モーニング』2018年6月7日号（25号）より、堤をモデルにした『会長島耕作特別編 部長 風花凛子の恋』（作者：弘兼憲史）が「島耕作35周年企画」として掲載開始された（全6回掲載予定）。同作は『部長風花凛子の恋』のタイトルでテレビドラマ化され、2018年7月5日・7月12日に読売テレビ・日本テレビ系列で2週連続放送された。凛子役はりょう。

## 音楽作品

### アルバム
- Soaring Feather
- Tiny Pocket
- Ilha Branca
- みずいろの雨
- Morango e Mranga
- someone to watch over me
- KAYO JAZZ (2012年発売)